# 염소산 칼륨

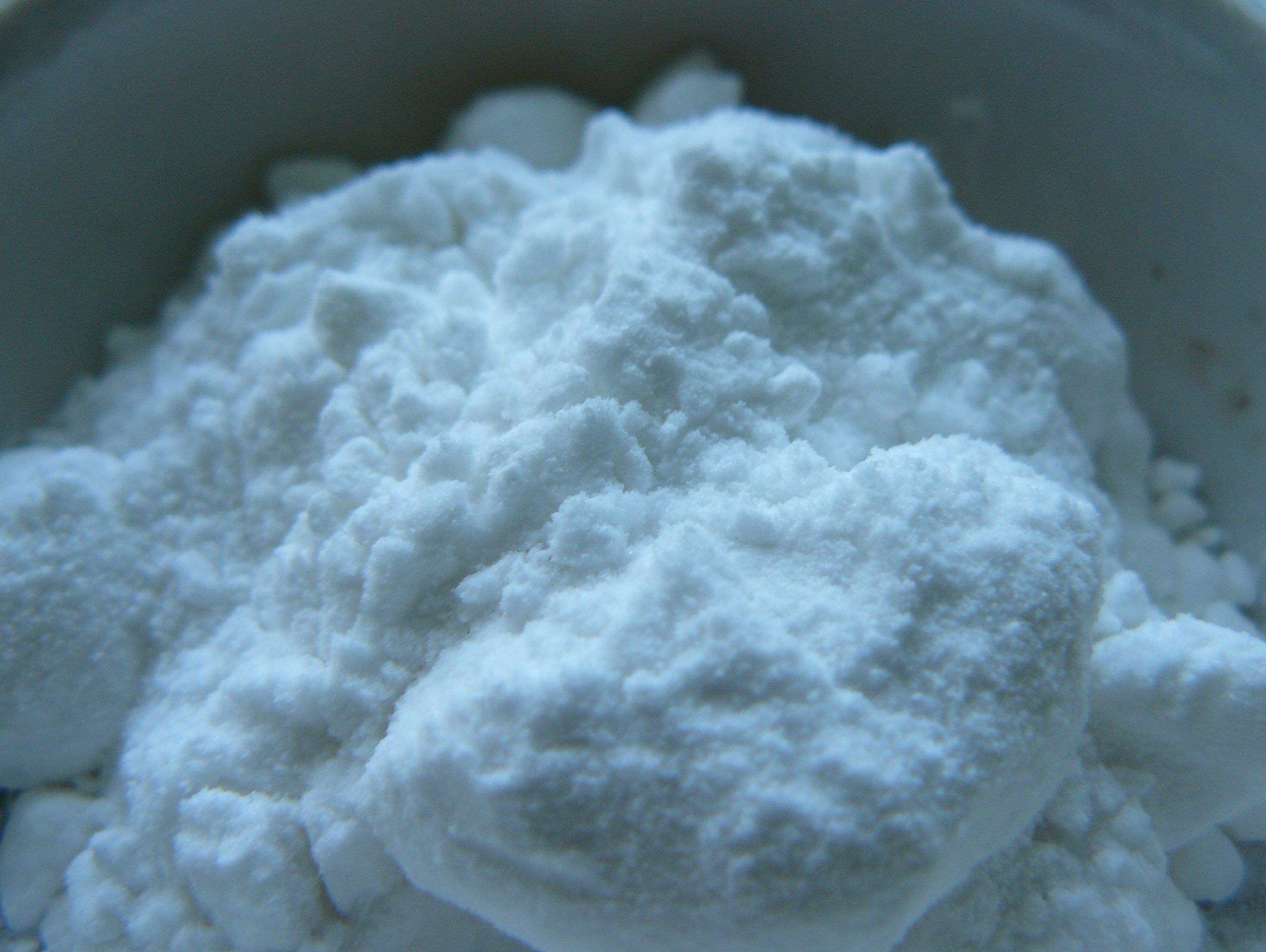

염소산 칼륨(塩素酸kalium, potassium chlorate) 또는 염소산 포타슘은 KClO3 분자식을 지닌 화합물로, 칼륨, 염소, 산소 원자가 포함되어 있다. 순수 형태에서는 흰 결정 물질이다. 산업용으로 가장 흔한 염소산염이다. 광택이 있는 무색의 단사정계 결정이며 혼합폭약으로 쓰일 정도로 마찰과 충격에 예민해 잘 폭발한다. 더 가열하면 산소를 방출하고 전부 염화칼륨이 된다. 이 반응은 이산화망가니즈 MnO2와 같은 금속산화물을 가하면 촉진되어 70°C에서 산소를 발생하기 시작하므로, 실험실 등에서 산소를 얻기 위해 이용된다. 단, 유기물·황·탄소 등이 혼입되면 폭발하므로 주의해야 한다. 흡습성은 없다. 물에 녹고, 알코올에도 소량 녹는다. 중성 및 알칼리성 용액에서는 산화작용이 없으나, 산성 용액에서는 강한 산화제가 된다.
| 화학식   | KClO3           |
| 분자량   | 122.55g/mol     |
| 녹는점   | 368°C           |
| 끓는점   | 400°C (분해)    |
| 비중     | 2.326 (39°C)    |
| 비열용량 | 100.25J/(mol·K) |
| 용해도   | 8.15g/100mL     |

## 이용
다음의 용도로 쓰인다.
- 산화제
- 산소의 준비
- 소독제
- 안전 성냥
- 폭발 및 불꽃놀이
- 원예[6]

설탕을 태우는 염소산 칼륨

산화제로서 성냥·연화·폭약 등의 원료가 되고, 표백제·염료·의약품 등의 제조에도 사용된다. 장기간 보존한 것은 아염소산칼륨을 함유하여, 건조 상태에서는 유기물·인·황 등 가연성 물질과 접촉하기만 해도 폭발한다. 마찰·충격 등에 예민하여, 폭발사고를 잘 일으키며, 진한 황산이나 진한 질산과 접촉해도 잘 폭발한다. 혼합폭약으로 쓰이기도 하며, 극약이다. 빛이 차단되는 밀폐된 용기에 보관한다.

## 준비
- 3 NaOCl → 2NaCl + NaClO3
- KCl + NaClO3 → NaCl + KClO3
- 3Cl2(g) + 6KOH (aq) → KClO3 (aq) + 5KCl (aq) + 3H2O(l)

## 같이 보기
- 염소산